# Институт литовского языка
Институ́т лито́вского языка́ (лит. Lietuvių kalbos institutas) — научный институт в Вильнюсе, ведущий фундаментальные и прикладные исследования литовского языка и распространяющий знания о нём и его научном изучении. Располагается в Вильнюсе на Антоколе, по адресу улица Вилейшё 5 (P. Vileišio g. 5).

## История
Зародыш Института литовского языка усматривается в созданной в 1930 году Юозасом Бальчиконисом редакции фундаментального словаря литовского языка, которая до сих пор остаётся важнейшей коллективной работой института. В 1939 году в Каунасе был учреждён Институт литуанистики с тремя отделами — литовского языка, истории Литвы и литовского фольклора. В 1940 году после передачи Вильнюса Советским Союзом Литве Институт литуанистики обосновался в вильнюсском дворце Вилейшиса. В 1941 году, когда была создана Академия наук Литовской ССР, на основе Института литуанистики и Литовского научного общества (Lietuvių mokslo draugija) был учреждён Институт литовского языка АН Литовской ССР.
В возобновившем после Второй мировой войны в 1945 году институте было 12 сотрудников. В 1952 году по решению Президиума АН Литовской ССР институт был объединён с Институтом литовской литературы. Директором Института литовского языка и литературы стал писатель и литературный критик Костас Корсакас, возглавлявший институт до 1984 года, затем Йонас Ланкутис (1984—1990).
В 1941—1952 годах составлялись картотеки словаря литовского языка, изучались диалекты и топонимика, организовывались диалектологические экспедиции. В институте вначале насчитывалось 47 сотрудников, в 1980 году — 113. В 1990 году был учреждён самостоятельный Институт литовского языка, а Институт литовской литературы и фольклора был выделен в отдельной учреждение. Директором Института литовского языка был избран Александрас Ванагас. К тому времени в институте было 95 работников, из них 63 научных сотрудника. До 2002 года институт занимал одно из зданий дворца Вилейшиса. В 2008 году насчитывалось 70 научных работников, из них 9 хабилитированных докторов, 37 докторов наук.

## Структура
В Институте литовского языка и литературы действовали секторы истории языка и диалектологии и современного литовского языка и словарей, в 1960 году реорганизованный в два сектора — современного литовского литературного языка и сектор словарей. Сектором истории языка и диалектологии вначале руководил Борис Ларин, в 1953—1955 годах — Казис Ульвидас. В 1959 году в этом секторе была образована группа топонимики (руководитель Александрас Ванагас), в 1976 году переведённая в сектор современного литовского литературного языка. В 1974 году была образована группа социолингвистики.
В настоящее время в институте действуют:
- отдел истории языка и диалектологии
- отдел ономастики
- отдел грамматики
- отдел культуры речи
- центр терминологии
- центр лексикографии
- издательство

## Руководство
- 1941—1941: Пранас Скарджюс
- 1941—1944: Антанас Салис
- 1945—1952: Юозас Бальчиконис
- 1946—1984: Костас Корсакас
- 1984—1990: Йонас Ланкутис
- 1990—1995: Александрас Ванагас
- 1995—1995: Альбертас Росинас
- 1995—1996: Зигмас Зинкявичюс
- 1997—2000: Альгирдас Сабаляускас
- 2000—2001: Артурас Юджентас
- 2001—2003: Гедрюс Субачюс
- 2003—2018: Йоланта Забарскайте
- 2018—н. в.: Альбина Ауксорюте